# 섶섬
섶섬 또는 섭섬, 삼도(森島)는 제주특별자치도 서귀포시 보목동 산1번지에 위치한 섬이다.
섶섬은 한라산, 돈내코, 효돈천, 범섬, 문섬과 함께 2002년 유네스코 생물권 보전지역으로 선정된 곳 중 하나이다.
섶섬은 대한민국의 천연기념물 제18호인 제주 삼도 파초일엽 자생지이기도 하다.

## 같이 보기
- 제주 삼도 파초일엽 자생지